# Ba (okres Zhou)
Ba (chiń. 巴) – chińskie państwo istniejące w okresie Zachodniej Dynastii Zhou, powstałe w XI wieku p.n.e. Znajdowało się u wybrzeży rzeki Jialing Jiang. Upadło wskutek podbicia przez państwo Qin w 316 roku p.n.e. Swoją stolicę miało w mieście Jiangzhou (ob. Chongqing). Według legendy pierwszym władcą państwa Ba był Lin Jun (chiń. 廪君).